# Ioan al III-lea de Brabant
Ioan al III-lea, supranumit Triumfătorul, (n. 1300, Brussel, Comunitatea Francofonă din Belgia⁠(d), Belgia – d. 5 decembrie 1355, zona metropolitană Bruxelles, Ducatul Brabant) a fost duce de Brabant și Limburg între 1312 și 1355.

## Biografie
A fost singurul copil al ducelui de Brabant, Ioan al II-lea, și al soției sale, Margareta a Angliei.
La începutul cârmuirii sale Ioan al III-lea s-a confruntat cu problemele generate de confiscarea bunurilor cetățenilor din Ducatul Brabant aflate în străinătate, ca o compensație datoriilor ducilor Ioan I și Ioan al II-lea. Problema a fost rezolvată prin propria asumare a acestor datorii.
Încercarea regelui francez de a izola economic Flandra a dus la conflicte cu Ducatul de Brabant ale cărui interese economice erau afectate. În 1315 Ioan l-a sprijinit pe episcopul de Liège, Adolf al II-lea de la Marck, în timpul revoltei supușilor săi.
La începutul Războiului de 100 de Ani, Ioan a fost de partea Angliei și l-a însoțit pe regele Eduard al III-lea în campaniile sale militare. Ca urmare Filip al VI-lea al Franței a confiscat din nou posesiunile Brabantului în străinătate, ceea ce a dus la o revoltă a cetățenilor din Bruxelles împotriva ducelui lor. Ioan al III-lea a răspuns prin decapitarea unuia dintre capii revoltei. Din 1340 Ioan nu s-a mai aflat de partea Angliei și s-a apropiat din nou de Franța, căsătorindu-și fiicele cu aliații săi francezi, ducele de Luxemburg, contele de Flandra și ducele Rainald al III-lea de Geldern, iar pe Henric, moștenitorul său, cu o fiică în vârstă de patru ani a prințului moștenitor francez, Ioan.
La 13 mai 1351 ducele Ioan și fiul său, ducele Gottfried de Limburg (1347–1352) au căzut de acord privind Alianța de pace de la Meuse-Rhine cu Principatul electoral de Köln și orașele Köln și Aachen, pentru o perioadă de zece ani.
La 13 mai 1351 ducele Ioan și fiul său, ducele Gottfried de Limburg (1347–1352) au căzut de acord privind Alianța de pace de la Meuse-Rhine cu Principatul electoral de Köln și orașele Köln și Aachen, pentru o perioadă de zece ani.
Pentru că cei trei fii ai lui Ioan au murit înaintea sa și aceștia nu aveau descendenți pe linie bărbătească, ducatele au fost moștenite de fiica sa cea mare, Ioana.

## Căsătorie și descendenți
În 1311 Ioan s-a căsătorit cu Marie d'Evreux (1303–1335), fiică a contelui Ludovic d'Évreux, și a Margaretei de Artois. Copiii lor au fost:
- Ioana (1322 – 1406), ducesă de Brabant și Limburg, căsătorită în 1334 cu Willem al IV-lea (1318 – 1345), conte de Hainaut - Olanda, și în 1352 cu Venceslau I (1337 – 1383), duce de Luxemburg;
- Margareta (1323 – 1380), căsătorită în 1347 cu Ludovic al II-lea (1330 – 1384), conte de Flandra;
- Maria (1325 – 1399), căsătorită în 1347 cu Rainald III-lea (1333 – 1371), duce de Gueldern;
- Ioan (1327 – 1335/1336) căsătorit în 1332 la Paris (căsătorie neconsumată) cu Marie (c. 1326 – 1333), fiica lui Filip al VI-lea al Franței și a Ioanei de Burgundia;
- Henric (d. 1349) căsătorit în 1347 în Castelul Vincennes (căsătoria neconsumată) cu Ioana (1343 – 1373), fiica regelui Franței, Ioan al II-lea, înmormântat în Bazilica Saint-Denis;
- Gottfried (d. 1352).